# Sint-Michielskerk (Boutersem)

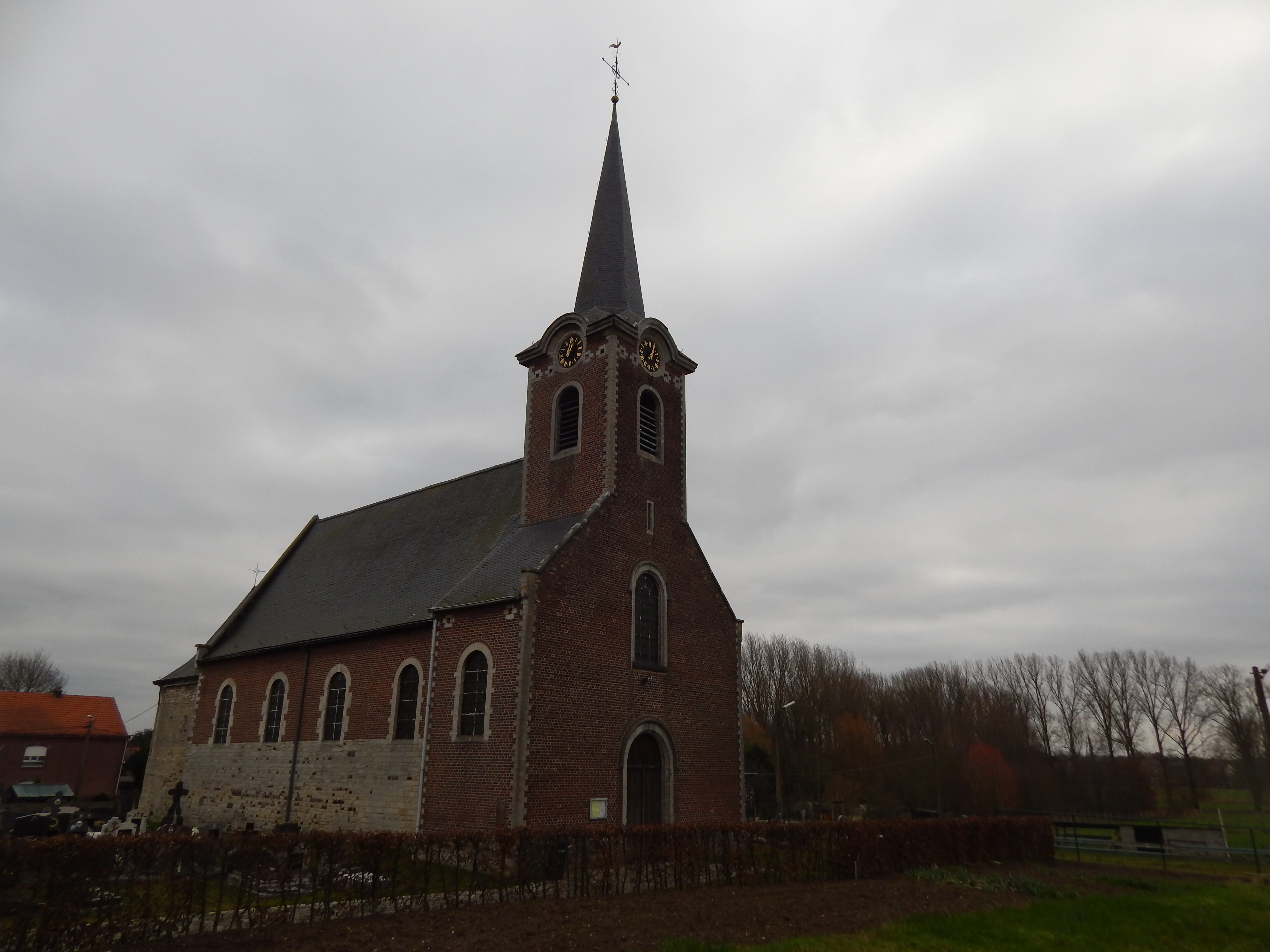
Sint-Michielskerk

De Sint-Michielskerk is de parochiekerk van de tot de Vlaams-Brabantse gemeente Boutersem behorende plaats Butsel, gelegen aan de Pastoriestraat.

## Geschiedenis
Oorspronkelijk stond hier een Sint-Martinuskapel, wellicht een hofkerk van de heren van Boutersem. Omstreeks 1600 werd het een quarta capella van de parochie van Boutersem. Het tiendrecht berustte bij de Abdij van Villers. In 1634 stortte het kerkje, na jaren van verwaarlozing, in. De kerk werd hersteld en in 1861 en werd toen uitgebreid met één travee en een ingebouwde westtoren.
In 1970 werd de kerk gewijd aan Sint-Michaël, aangezien er al een Sint-Martinuskerk in de fusieparochie bestond, namelijk die van Kerkom.

## Gebouw
Het oostelijk deel is van oorsprong romaans en dateert van omstreeks 1100. Het is opgetrokken uit natuursteen zoals zandige kalksteen, ijzerzandsteen en kwartsiet. Het betreft een kantoor met halfronde apsis.
Het overige deel van de -eenbeukige- kerk is in neoclassicistische stijl met rondbogige vensters.
De kerk wordt omringd door een klein kerkhof.

## Interieur
Het kerkmeubilair is grotendeels 18e-eeuws en omvat het hoofdaltaar, de zijaltaren, de communiebank, de koorlambrisering en het doksaal met orgelkast. De preekstoel is 17e-eeuws.
Er zijn beelden van Sint-Laurentius (16e eeuw), Sint-Martinus (17e eeuw) en Sint-Ambrosius (18e eeuw).
Achter het hoofdaltaar bevindt zich een romaans altaar en een orgel uit de 1e helft van de 18e eeuw, dat in 1845 werd aangekocht en afkomstig is uit de kerk van Vertrijk.